# Liste de clochers en bâtière

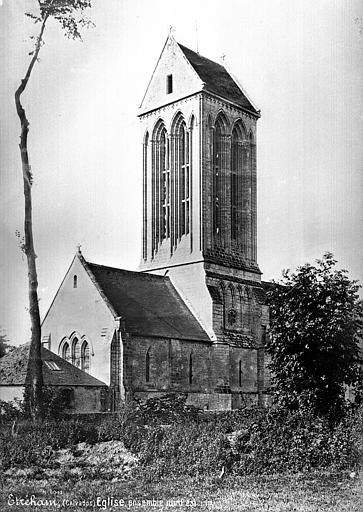
Clocher en bâtière de l'église d'Étréham (Calvados).

Un clocher en bâtière a un toit « simple », à deux pentes pas très inclinées. C'est une forme adoptée le plus souvent pour des églises rurales, mais aussi de nombreuses églises modernes (XXe siècle).
La plus grande concentration de clochers en bâtière de France se trouve dans la région historique de Basse-Normandie, dont plus de 340 exemples dans 325 communes se trouvent dans le seul département de la Manche, alors que la Haute-Normandie en est presque totalement dépourvue. Ailleurs, seuls l'Alsace, les départements de l'Aisne, de l'Essonne et d'Eure-et-Loir en comptent un nombre comparable à celui des départements bas-normands pris individuellement.

## Liste des clochers en bâtière
Suit une liste non exhaustive des clochers en bâtière :

### Allemagne

#### Bavière
- Solnhofen, église Saint-Sola
- Wildpoldsried

#### Schleswig-Holstein
- Wenningstedt-Braderup (Sylt), chapelle des frisons

### Autriche

#### Salzbourg (Land)
- Fusch an der Großglocknerstraße
- Zell am See, église St. Hippolyt[2], clocher en bâtière bien que les pignons soient du type Pignon à redents

### Belgique

#### Province d'Anvers
- Essen

### Danemark

#### Møn
- Stege, église Elmelunde, clocher en bâtière bien que les pignons soient du type Pignon à redents

#### Vendsyssel
- Saeby

### Finlande

#### Carélie du Nord
- Kitee, église de Kesälahti

#### Pirkanmaa
- Pirkkala, ancienne église de Pirkkala

### France

#### Auvergne-Rhône-Alpes

##### Ain(01)
- Ségny : église Notre-Dame-de-la-Route-Blanche

##### Allier(03)
- Braize : église Saint-Antoine
- Châtel-de-Neuvre : église Saint-Laurent
- Châtel-Montagne : église Notre-Dame
- Le Vernet : église Saint-Georges
- Neuvy : église Saint-Hilaire

##### Ardèche(07)
- Saint-Andéol-de-Fourchades
- Saint-Julien-du-Gua

##### Cantal(15)
- Girgols

##### Drôme(26)
- Crozes-Hermitage
- Pierrelatte : église des Blaches
- Piégros-la-Clastre : église Saint-André

##### Isère(38)
pas de clocher en bâtière recensé au 11 décembre 2017

##### Loire(42)
- Doizieux
- Roisey ; église Saint-Pancrace

##### Haute-Loire(43)
- Beaulieu

##### Puy-de-Dôme(63)
- Brassac-les-Mines
- Viverols

##### Rhône(69)
- Aigueperse : église Sainte-Marie-Madeleine

##### Métropole de Lyon (69M)
- Charbonnières-les-Bains

##### Savoie(73)
- Les Déserts : chapelle Notre-Dame-des-Neiges (La Féclaz)

##### Haute-Savoie(74)
- La Balme-de-Thuy : chapelle Notre-Dame-des-Neiges
- La Vernaz, oratoire Sainte-Marie
- Les Contamines-Montjoie : clocher du cimetière
- Passy : église Saint-Joseph (Chedde), église Notre-Dame-de-Toutes-Grâces (Assy) et chapelle Saint-François-de-Sales
- Saint-Gervais-les-Bains : église Notre-Dame-des-Alpes (Le Fayet)
- Thonon-les-Bains : chapelle ancienne Saint-François-de-Salles (Vongy)

#### Bourgogne-Franche-Comté

##### Côte-d'Or(21)
- Auxey-Duresses : église Saint-Martin
- Civry-en-Montagne : église Sainte-Marie-Madeleine
- Clamerey : église Saint-Cyr-et-Sainte-Julitte
- Écutigny : église Saint-Cassien-Saint-Sébastien
- La Motte-Ternant : église Saint-Martin
- Missery : église Saint-Michel
- Montigny-sur-Armançon
- Nantoux
- Pontailler-sur-Saône : église Saint-Maurice
- Quincey : église Saint-André
- Saint-Pierre-en-Vaux
- Saussey
- Soussey-sur-Brionne
- Thorey-sous-Charny : église Saint Martin
- Vic-des-Prés : église Saint-Pierre-et-Saint-Paul de Vic-des-Prés
- Viévy : église Saint-Christophe
- Villers-les-Pots
- Volnay : église Saint-Cyr-et-Sainte-Julitte

##### Doubs(25)
Seul clocher en bâtière recensé au 24 avril 2024 :
- La Bosse : Clocher de la mairie-école

##### Jura(39)
- Audelange : église Saint-Pierre
- Besain : église Saint-Jean-Baptiste
- Le Larderet : église de la Nativité-de-la-Vierge
- Marnoz : église Saint-Michel
- Saint-Maur : clocher du Carmel

##### Nièvre(58)
- Avrée : église Sainte-Madeleine
- Metz-le-Comte : église Notre-Dame de l'Assomption
- Neuffontaines : chapelle Saint-Pierre-aux-Liens du Mont Sabot
- Préporché : église Saint-Pierre
- Saincaize-Meauce : église Saint-Joseph

##### Haute-Saône(70)
- Anjeux : église Saint-Rémi
- Bourbévelle : église Saint-Martin
- Bourguignon-lès-Conflans : église Saint-Georges
- Bousseraucourt : église Saint-Etienne
- Faucogney-et-la-Mer : église Saint-Martin
- La Demie : église Saint-Remi
- Le Val-Saint-Éloi : église Saint-Éloi
- Mailleroncourt-Charette : église Saint-Léger
- Montureux-les-Baulay : église Saint-Pierre
- Pont-du-Bois : église de la Nativité-de-Saint-Jean-Baptiste
- Purgerot : église Saint-Martin
- Selles : église de l'Assomption-de-Notre-Dame

##### Saône-et-Loire(71)
- Bourbon-Lancy
- Bouzeron
- Burnand
- Charrecey
- Chassey-le-Camp
- Chissey-lès-Mâcon
- Collonge-la-Madeleine
- Couches
- Curgy
- Essertenne
- Givry
- Igé : chapelle Sainte-Bénédicte de Domange
- Maltat
- Marly-sous-Issy
- Mercurey
- Morey
- Ozenay
- Passy
- Saint-Bérain-sur-Dheune : chapelle du cimetière
- Saint-Émiland
- Saint-Firmin
- Saint-Germain-du-Plain
- Saint-Gervais-sur-Couches
- Saint-Jean-de-Trézy
- Saint-Maurice-lès-Couches : chapelle de Mazenay
- Saint-Pierre-de-Varennes
- Saisy
- Savianges
- Torcy
- Tournus : église Sainte-Madeleine
- Uchon
- Vers

##### Yonne(89)
- Monéteau
- Paroy-sur-Tholon
- Saint-Aubin-sur-Yonne : église Saint-Aubin

##### Territoire de Belfort(90)
- Courtelevant : église Saint-Étienne
- Faverois : église Saint-Urs-et-Saint-Sébastien
- Grosne : église Saint-Paul
- Saint-Dizier-l'Évêque : église Saint-Dizier

#### Bretagne

##### Côtes-d'Armor(22)
- Jugon-les-Lacs - Commune nouvelle
  - Jugon-les-Lacs

##### Finistère(29)
- Botmeur

##### Ille-et-Vilaine(35)
- La Boussac : prieuré du Brégain
- La Selle-en-Luitré

##### Morbihan(56)
- Plaudren
- Sulniac, église Saint-Jean-Baptiste

#### Centre-Val de Loire

##### Cher(18)
- Sainte-Lunaise

##### Eure-et-Loir(28)
- Auneau-Bleury-Saint-Symphorien :
  - Auneau : église Saint-Rémy
  - Bleury-Saint-Symphorien : église Saint-Martin
- Baudreville
- Beauvilliers
- Châtenay
- Cloyes-les-Trois-Rivières :
  - Montigny-le-Gannelon
  - Saint-Hilaire-sur-Yerre
- Corancez
- Courbehaye
- Fontenay-sur-Conie
- Gasville-Oisème
- Gommerville : église de la Trinité (Gaudreville) et église Saint-Martin (Gommerville)
- Gouillons
- Intréville
- La Chapelle-d'Aunainville
- Le Puiset
- Les Villages Vovéens :
  - Montainville
- Levesville-la-Chenard
- Neuvy-en-Beauce
- Oysonville
- Péronville
- Poupry
- Rouvray-Saint-Denis
- Saint-Cloud-en-Dunois
- Saint-Hilaire-sur-Yerre
- Sainville
- Santeuil
- Santilly
- Trancrainville
- Umpeau : église Saint-Lubin
- Ver-lès-Chartres

##### Indre(36)
- Pouligny-Saint-Martin

##### Indre-et-Loire(37)
- Chaumussay : église Saint-Médard
- Reignac-sur-Indre : église Saint-Étienne
- Sazilly : église Saint-Hilaire
- Tours : église Sainte-Radegonde

##### Loir-et-Cher(41)
- Averdon
- Beauce la Romaine :
  - Membrolles
- Billy
- Fontaines-en-Sologne : église Notre-Dame
- Les Roches-l'Évêque : église Saint-Almire
- Méhers
- Mer : église Saint-Aignan (Herbilly)
- Monthou-sur-Cher
- Montlivault : église Saint-Pierre de Montlivault
- Mont-près-Chambord
- Saint-Dyé-sur-Loire : église Saint-Dyé
- Vievy-le-Rayé

##### Loiret(45)
- Andonville
- Attray
- Auxy
- Beaugency
- Bondaroy
- Boynes : église Saint-Pierre
- Césarville-Dossainville
- Chevannes ; église Sainte-Sulpice
- Chevilly
- Desmonts
- Donnery
- Échilleuses
- Égry
- Engenville
- Erceville
- Escrennes
- Estouy
- Gaubertin
- Givraines
- Grangermont
- Greneville-en-Beauce
- Juranville
- La Ferté-Saint-Aubin : église Saint-Aubin
- Lailly-en-Val
- Le Malesherbois :
  - Coudray
  - Labrosse
  - Manchecourt
  - Nangeville
  - Orveau-Bellesauve
- Marsainvilliers
- Messas
- Ondreville-sur-Essonne
- Outarville : église Saint-Laurent à Outarville et église de Saint-Peravy-Épreux
- Ouvrouer-les-Champs
- Pithiviers-le-Vieil
- Ramoulu
- Saint-Denis-de-l'Hôtel
- Saint-Lyé-la-Forêt : église Saint-Lyé
- Sermaises
- Vennecy
- Vrigny

#### Grand Est

##### Ardennes (08)
- Bergnicourt
- Chuffilly-Roche : église Saint-Pierre
- Coulommes-et-Marqueny
- Ménil-Annelles : église Saint-Nicolas
- Nanteuil-sur-Aisne
- Neuville-Day : église Saint-Thibault
- Noyers-Pont-Maugis
- Pauvres : église Saint Timothée
- Poilcourt-Sydney : église Saint-Pierre
- Poix-Terron : église Saint-Martin
- Saint-Aignan : église Saint-Aignan

##### Aube (10)
Pas de photo de clocher en bâtière sur WP au 24 octobre 2017

##### Marne (51)
- Alliancelles
- Arcis-le-Ponsart
- Blesme
- Châlons-sur-Vesle
- Champigny
- Champvoisy
- Chaumuzy
- Connantray-Vaurefroy
- Coulommes-la-Montagne
- Courgivaux
- Courthiézy
- Courtisols
- Cuchery
- Dizy
- Esternay : église Saint-Remi
- Favresse
- Gratreuil
- Heiltz-l'Évêque : église Saint-Maurice
- Jonchery-sur-Suippe
- La Neuville-aux-Larris
- Lenharrée
- Les Grandes-Loges
- Les Istres-et-Bury
- Mancy
- Marfaux
- Massiges
- Montigny-sur-Vesle
- Mont-sur-Courville
- Moussy
- Nogent-l'Abbesse
- Noirlieu
- Pargny-lès-Reims
- Pévy
- Pierre-Morains
- Plichancourt
- Poilly
- Pourcy
- Prouilly
- Rosnay
- Rouffy
- Saint-Hilaire-le-Grand
- Saint-Masmes
- Saint-Thierry
- Saint-Utin
- Saint-Vrain
- Savigny-sur-Ardres
- Taissy
- Thillois
- Treslon
- Trigny
- Vavray-le-Grand
- Vélye
- Ville-en-Tardenois
- Villeneuve-Renneville-Chevigny
- Vinay
- Vroil

##### Haute-Marne (52)
- Attancourt
- Bourmont-entre-Meuse-et-Mouzon
  - Bourmont
- Brainville-sur-Meuse
- Chamouilley : église Notre-Dame-de-l'Assomption
- Chancenay
- Troisfontaines-la-Ville
- Voisey

##### Meurthe-et-Moselle (54)
- Allamps
- Battigny
- Bazailles
- Beaumont
- Belleau
- Bruley : chapelle Saint-Martin
- Colmey : église paroissiale Saint-Hubert (Flabeuville)
- Cutry
- Écrouves : chapelle Saint-Barthélémy (Grandménil)
- Grand-Failly : église Saint-Martin (Grand-Failly), église paroissiale de la Nativité-de la-Vierge (Petit-Xivry)
- Limey-Remenauville : chapelle du Souvenir (Remenauville)
- Longuyon
- Mairy-Mainville : église paroissiale Saint-Pierre (Mainville)
- Mancieulles
- Mont-Bonvillers
- Mont-l'Étroit
- Mont-Saint-Martin : église Saint-Martin et église paroissiale Notre-Dame-de-l'Assomption (Le Plateau)
- Murville
- Prény
- Preutin-Higny : église paroissiale Saint-Gorgon (Higny), église paroissiale de la-Nativité-de la-Vierge (Preutin)
- Saffais
- Tonnoy
- Villette
- Ville-au-Val : chapelle de Villers-les-Prud'hommes
- Villers-sous-Prény
- Villette

##### Meuse (55)
- Bouconville-sur-Madt
- Brixey-aux-Chanoines
- Champougny
- Chanteraine
- Chassey-Beaupré
- Chonville-Malaumont
- Cléry-le-Petit
- Cousances-les-Forges
- Couvonges
- Delouze-Rosières
- Dommary-Baroncourt
- Euville :
  - Aulnois-sous-Vertuzey : église Saint-Sébastien
- Flassigny
- Frémeréville-sous-les-Côtes
- Geville : église Invention de Saint-Étienne
- Les Trois-Domaines
- Marson-sur-Barboure
- Montplonne
- Pouilly-sur-Meuse
- Sepvigny
- Sommelonne
- Troussey
- Vassincourt
- Verneuil-Petit
- Willeroncourt

##### Moselle (57)
- Amnéville temple Réformé
- Apach
- Bacourt
- Bazoncourt
- Bellange
- Beyren-lès-Sierck : église Saint-Médard à Gandren
- Bionville-sur-Nied : chapelle Saint-Pierre de Morlange
- Blies-Guersviller
- Burlioncourt
- Ernestviller : église Notre-Dame-de-la-Visitation d'Heckenransbach
- Fameck : église Saint-Nicolas de Morlange-lès-Rémelange
- Forbach
- Fouligny
- Guinkirchen
- Hambach
- Han-sur-Nied
- Harreberg
- Helstroff : église Saint-Clément (Macker)
- Ibigny
- Lemoncourt
- Lorry-Mardigny
- Marange-Zondrange
- Maxstadt
- Metz : église Notre-Dame-de-Lourdes et église Saint-Pierre (Borny)
- Oriocourt
- Peltre : chapelle de Basse-Bevoye
- Petite-Rosselle : église Saint-Joseph (Vieille-Verrerie)
- Pournoy-la-Chétive
- Puzieux
- Rémilly : église Saint-Martin
- Reyersviller
- Rodemack : chapelle Saint-Pierre (Semming)
- Valmestroff
- Viviers
- Volmunster
- Volstroff : chapelle Saint-Nicolas (Reinange)
- Vulmont
- Walscheid : chapelle Saint-Léon

##### Bas-Rhin (67)
- Allenwiller : église protestante Saint-Michel
- Berstett : église protestante Saint-Michel (Reitwiller)
- Bischheim : église protestante de Notre-Seigneur-Jésus-Christ
- Bourgheim : église Saint-Arbogast
- Bouxwiller : église Saint-Léger
- Buhl : église Saint-Ulrich
- Bust : église protestante
- Dambach : église Saint-Jean-Baptiste de Neunhoffen
- Dangolsheim : église Saint-Pancrace
- Diebolsheim : église Saint-Boniface
- Dieffenbach-au-Val : église Saint-Laurent
- Durningen : église Saint-Pierre-et-Saint-Paul
- Fessenheim-le-Bas : chapelle Sainte-Marguerite
- Fouday : église protestante
- Gambsheim : église Saint-Nazaire-Saint-Celse
- Gottenhouse : église Saint-Lambert
- Gungwiller : église protestante
- Haegen : église Saint-Matthieu
- Hangenbieten : église protestante Saint-Brice, église catholique Saint-Brice
- Herbitzheim : église luthérienne
- Hipsheim : église Saint-Georges, anciennement chapelle Saint-Ludan
- Hohfrankenheim : église protestante Saint-Gall
- Hurtigheim : église protestante (anciennement église Saint-Valentin)
- Illkirch-Graffenstaden : temple luthérien (Graffenstaden)
- Kienheim : église Saint-Nicolas
- Kirchheim : église de la Sainte-Trinité-et-de-la-Bienheureuse-Vierge-Marie
- Kuttolsheim : église Saint-Jacques-le-Majeur
- Landersheim : église Saint-Cyriaque
- Littenheim : église Saint-Pierre
- Lochwiller : église Saint-Jacques-le-Majeur
- Marmoutier : chapelle Saint-Blaise de Sindelsberg
- Muttersholtz : église protestante Saint-Urban
- Neuve-Église : église Saint-Nicolas
- Oberbronn : église Saint-Étienne
- Oberhoffen-sur-Moder : temple Saint-Michel
- Oberrœdern : église de l'Immaculée-Conception
- Pfulgriesheim : église Saint-Michel
- Reipertswiller : chapelle Saint-Wendelin, église Saint-Jacques-le-Majeur
- Rimsdorf : église Sainte-Barbe
- Ringendorf : église protestante
- Saessolsheim : église Saint-Jean-Baptiste
- Saint-Nabor : chapelle Saint-Nicolas
- Salenthal : église Saint-Maurice
- Scharrachbergheim-Irmstett : église protestante (Scharrachbergheim), église Saint-Ulrich (Irmstett)
- Schirrhein : église Saint-Nicolas
- Schwenheim : église Saint-Vincent et Saint-Anastase
- Singrist : église Saint-Rémi
- Strasbourg : église catholique Saint-Florent (à Cronenbourg) et église Saint-Pierre-le-Jeune
- Stutzheim-Offenheim : église Saint-Arbogast d'Offenheim
- Thal-Marmoutier : église Saint-Pierre-et-Saint-Paul
- Tieffenbach : église protestante
- Traenheim : temple Saint-Pierre-et-Saint-Paul
- Truchtersheim :
  - Pfettisheim : église Saint-Symphorien
  - Truchtersheim : église Saint-Pierre-Saint-Paul
- Waltenheim-sur-Zorn : église Saint-Étienne
- Willgottheim : église Saint-Maurice
- Wimmenau : église protestante, ancienne église Saint-André
- Wingen-sur-Moder : église protestante, ancienne église Saint-Ulrich puis Saint-Félix
- Wingersheim les Quatre Bans :
  - Wingersheim : église Saint-Nicolas
- Wintershouse : église Saint-Georges
- Wisches : chapelle Saint-Antoine
- Wittisheim : église Saint-Blaise
- Wolfisheim : église protestante Saint-Pierre
- Wolschheim : église Saint-Martin
- Zeinheim : église Saint-Cosme et Saint-Damien

##### Haut-Rhin (68)
- Andolsheim : église luthérienne
- Aspach : église Saint-Laurent
- Baltzenheim : église Saint-Michel
- Bartenheim : église Saint-Imier
- Battenheim : église Saint-Imier
- Bettlach : église Saint-Blaise
- Biederthal : église Saint-Michel
- Blotzheim : chapelle Notre-Dame du Chêne (bâtière surmontée d'un clocheton)
- Bouxwiller : église Saint-Jacques-le-Majeur
- Bruebach : église Saint-Jacques-le-Majeur
- Brunstatt
- Buethwiller
- Didenheim
- Dietwiller, la Vieille Tour, clocher de l'ancienne église du XIIe s.
- Durlinsdorf
- Eguisheim : église Saint-Pierre-et-Saint-Paul
- Feldbach
- Ferrette : église catholique Saint-Bernard-de-Menthon
- Flaxlanden
- Folgensbourg : église Saint-Gall
- Friesen
- Frœningen : église Sainte-Barbe
- Geispitzen : église Saint-Jean-Baptiste
- Gildwiller : église de l'Épiphanie-de-Notre-Seigneur
- Gueberschwihr
- Heidwiller
- Hirtzfelden : église Saint-Laurent
- Hundsbach : église Saint-Martin
- Illfurth : chapelle de Burnkirch
- Katzenthal : église Saint-Nicolas
- Kientzheim : chapelle Saints-Félix-et-Régule
- Kœstlach
- Levoncourt : église Saint-Laurent
- Ligsdorf : église Saint-Georges
- Luemschwiller : église Saint-Christophe
- Lutter : église Saint-Léger
- Mertzen : église Saint-Maurice
- Meyenheim : église Saint-Pierre-et-Saint-Paul
- Mittelwihr : église Sainte-Brigitte
- Mittlach : église de l'Immaculée-Conception
- Muntzenheim : église Saint-Urbain
- Munwiller
- Nambsheim : église Saint-Étienne
- Oberlarg : église Saint-Martin
- Oltingue : église Saint-Martin-des-Champs
- Orbey : chapelle-Saint-Genest-au-Creux-d'Argent
- Orschwihr : église Saint-Nicolas
- Osenbach : église Saint-Étienne
- Ostheim : église catholique
- Ottmarsheim
- Pfaffenheim
- Rammersmatt
- Ranspach-le-Haut
- Réguisheim : église Saint-Étienne
- Riedisheim : église Saint-Jean-Baptiste
- Riespach : église Saint-Michel
- Rumersheim-le-Haut : église Saint-Gilles
- Saint-Cosme : église Saint-Côme-et-Saint-Damien
- Sainte-Marie-aux-Mines : église Saint-Pierre-sur-l'Hâte et église des Chaînes
- Schlierbach : église Saint-Léger
- Sigolsheim : église Saint-Pierre-et-Saint-Paul
- Sondersdorf : église Saint-Martin
- Soultzmatt : église Saint-Sébastien
- Spechbach-le-Haut : église Saint-Martin
- Steinbrunn-le-Haut : église Saint-Maurice
- Stetten (Haut-Rhin) : église Saint-Pierre-et-Saint-Paul
- Uffheim : église Saint-Michel
- Valdieu-Lutran : église Saint-Joseph (à Lutran)
- Vœgtlinshoffen : église Saint-Nicolas
- Wahlbach : église Saint-Maurice-et-Saint-Laurent
- Waldighofen : église Saint-Pierre-et-Saint-Paul
- Waltenheim : église Saint-Pierre-et-Saint-Paul
- Wattwiller : église Saint-Jean-Baptiste
- Zaessingue : église Saint-Pierre-et-Saint-Paul
- Zimmersheim : Église Notre-Dame de l'Assomption

##### Vosges (88)
- Bouzemont : église Saint-Georges
- Circourt-sur-Mouzon
- Clérey-la-Côte
- Dignonville : église Saint-Vincent
- Domrémy-la-Pucelle : église Saint-Rémy
- Estrennes : église Saint-Rémi
- Fignévelle : église Notre-Dame-en-son-Assomption
- Fouchécourt : église Saint-Valbert
- Gendreville : église Saint-Rémype
- Gignéville : église Saint-Baldéric
- Godoncourt : église Saint-Remy
- Gorhey : église Saint-Paul
- Grignoncourt
- Médonville
- Landaville
- Les Thons
- Lignéville
- Lironcourt
- Mandres-sur-Vair
- Marey
- Médonville : église Notre-Dame
- Morizécourt
- Rozerotte
- Rozières-sur-Mouzon
- Saint-Julien
- Saint-Ouen-lès-Parey
- Senaide
- Serécourt
- Soulosse-sous-Saint-Élophe
- Tilleux
- Vicherey : église Saint-Remy
- Vittel : église Saint-Privat (ou du Petit-Ban)
- Viviers-le-Gras
- Vomécourt : église Saint-Èvre

#### Hauts-de-France

##### Aisne (02)
- Ambleny
- Armentières-sur-Ourcq
- Aulnois-sous-Laon
- Bassoles-Aulers : église Saint-Pierre-et-Saint-Paul
- Besny-et-Loizy
- Bieuxy
- Billy-sur-Aisne
- Blanzy-lès-Fismes
- Bonnesvalyn
- Bouconville-Vauclair
- Bourg-et-Comin
- Brécy
- Brenelle
- Breny, église Saint-Martin de Breny
- Brumetz
- Bruyères-sur-Fère
- Bruys
- Camelin
- Cerseuil
- Chaillevois, église Saint-Pierre de Chaillevois
- Chamouille
- Chartèves, Église Saint-Caprais de Chartèves
- Chaudardes
- Chauny : chapelle de l'hôpital
- Chavigny
- Chermizy-Ailles
- Cierges
- Cœuvres-et-Valsery
- Coulonges-Cohan : église Saint-Rubin-et-Saint-Valère
- Courcelles-sur-Vesle
- Courchamps
- Courtemont-Varennes
- Couvrelles
- Coyolles
- Cramaille
- Crouttes-sur-Marne
- Cuiry-Housse
- Cuisy-en-Almont
- Cutry
- Dammard
- Dhuizel
- Domptin
- Dravegny
- Droizy
- Épaux-Bézu : église Saint-Médard
- Épieds : église Saint-Médard
- Faucoucourt
- Fontenoy
- Fossoy
- Gland
- Grisolles
- Hautevesnes
- Jeantes
- La Croix-sur-Ourcq
- Laigny
- Laniscourt
- Largny-sur-Automne
- Latilly
- Laversine
- Le Charmel
- L'Épine-aux-Bois
- Les Septvallons :
  - Glennes
- Lesges
- Lhuys
- Lierval
- Loupeigne
- Maast-et-Violaine
- Marigny-en-Orxois
- Marizy-Sainte-Geneviève
- Mercin-et-Vaux
- Merlieux-et-Fouquerolles
- Merlieux-et-Fouquerolles
- Meurival
- Mézy-Moulins
- Missy-aux-Bois
- Molinchart
- Monampteuil
- Monceau-lès-Leups
- Montgru-Saint-Hilaire
- Montigny-l'Allier
- Montigny-Lengrain
- Montreuil-aux-Lions
- Moussy-Verneuil
- Nanteuil-Notre-Dame
- Nouvron-Vingré
- Parcy-et-Tigny
- Ployart-et-Vaurseine
- Pommiers
- Pont-Arcy
- Pont-Saint-Mard
- Reuilly-Sauvigny
- Ronchères
- Saconin-et-Breuil
- Saint-Mard
- Sancy-les-Cheminots
- Saponay
- Septvaux
- Serches
- Soucy
- Soupir
- Suzy
- Torcy-en-Valois
- Vallées en Champagne :
  - Baulne-en-Brie
  - La Chapelle-Monthodon
  - Saint-Agnan
- Vauxrezis
- Veuilly-la-Poterie
- Vézaponin : église Saint-Médard
- Vézilly
- Vichel-Nanteuil : église Saint-Crépin-et-Saint-Crépinien (Vichel)  et église Saint-Quentin (Nanteuil)
- Vic-sur-Aisne
- Viel-Arcy
- Vierzy
- Villers-Agron-Aiguizy
- Villers-Hélon
- Villiers-Saint-Denis
- Vivaise
- Vregny
- Vuillery

##### Nord (59)
- Dunkerque : église Saint-Nicolas
- Faches-Thumesnil
- Fenain
- Le Quesnoy
- Linselles : église de la Nativité-Notre-Dame
- Merris
- Quiévrechain

##### Oise (60)
- Angicourt : église Saint-Vaast
- Angy : église Saint-Nicolas
- Antilly : église Saint-Maurice-et-Saint-Léonard
- Beauvais : ancienne maladerie Saint-Lazare
- Béthancourt-en-Valois
- Bonneuil-en-Valois
- Borest
- Bouillancy : église Saint-Pierre-et-Saint-Paul
- Cambronne-lès-Ribécourt : église Saint-Martin
- Cauffry : église Saint-Aubin
- Choisy-au-Bac : église de la Sainte-Trinité
- Couloisy : église Notre-Dame
- Courtieux
- Croutoy
- Delincourt
- Duvy : église Saint-Pierre
- Épineuse
- Fleury
- Fresne-Léguillon
- Fresnoy-la-Rivière : église Saint-Denis et église Notre-Dame
- Glaignes : église Sainte-Marguerite
- Houdancourt
- Jaulzy
- La Villeneuve-sous-Thury
- Laigneville
- Lavilletertre
- Loconville : église Saint-Lucien
- Monneville
- Monts
- Moulin-sous-Touvent
- Neufchelles
- Neuville-Bosc
- Nogent-sur-Oise
- Noirémont
- Noyon : chapelle de l'hôpital
- Ormoy-le-Davien : église Saint-Denis-l'Aréopagite
- Orrouy : église Saint-Rémi
- Quesmy
- Rantigny
- Raray
- Rocquemont
- Rosoy-en-Multien
- Russy-Bémont
- Saint-Étienne-Roilaye
- Saint-Leu-d'Esserent : église prieurale Saint-Nicolas (2 clochers)
- Saint-Vaast-lès-Mello
- Serans : église Saint-Denis
- Séry-Magneval
- Tourly
- Trie-la-Ville
- Trumilly
- Ully-Saint-Georges : église Saint-Georges
- Varinfroy
- Vauciennes
- Vaudancourt
- Vaumoise
- Verberie
- Vez
- Villers-Saint-Paul

##### Pas-de-Calais (62)
- Béthune : chapelle Saint-Pry
- Beuvry
- Calais : église Notre-Dame-des-Armées
- Clerques : église Saint-Barthélémy
- Douchy-lès-Ayette
- Hulluch
- Labeuvrière : église Sainte-Christine et église Saint-Pierre
- Liévin
- Maisoncelle : église Saint-Jean-Baptiste
- Mentque-Nortbécourt : église Saint-Léger-et-Saint-Gilles (Mentque)
- Muncq-Nieurlet
- Nabringhen
- Outreau
- Plouvain
- Récourt
- Réty : chapelle Saint-Jean-Baptiste
- Souastre
- Troisvaux : abbaye de Belval
- Wingles

##### Somme (80)
- Ablaincourt-Pressoir
- Balâtre
- Bouttencourt
- Bouvaincourt-sur-Bresle : église Saint-Hilaire
- Contre
- Devise
- Fieffes-Montrelet
- Hervilly
- Lawarde-Mauger-l'Hortoy : église Saint-Michel
- Le Mazis
- Maucourt
- Prouville
- Punchy
- Thiepval

#### Île-de-France

##### Paris (75)
- Paris : église Saint-Michel des Batignolles et église Saint-Hippolyte

##### Seine-et-Marne (77)
- Amponville : église Notre-Dame-de-l'Assomption
- Arville : église Saints-Pierre-et-Paul
- Aufferville : église Saint-Martin
- Augers-en-Brie
- Avon : église Saint-Pierre
- Beaumont-du-Gâtinais
- Bellot
- Bernay-Vilbert
- Boissise-la-Bertrand
- Boissy-aux-Cailles
- Burcy
- Buthiers
- Chambry
- Chauffry
- Chevrainvilliers
- Choisy-en-Brie
- Cocherel
- Combs-la-Ville
- Couilly-Pont-aux-Dames : église Saint-Georges
- Courtomer
- Darvault
- Doue
- Évry-Grégy-sur-Yerre
- Favières
- Faÿ-lès-Nemours
- Fleury-en-Bière
- Fouju
- Fromont
- Garentreville
- Gironville
- Gouvernes
- Grandpuits-Bailly-Carrois
- Grez-sur-Loing
- Ichy
- Isles-les-Meldeuses
- La Chapelle-Saint-Sulpice
- Le Plessis-Placy
- Les Écrennes : église Saint-Laurent
- Lescherolles
- Limoges-Fourches
- Lizines : église Saint-Georges
- Maisoncelles-en-Gâtinais
- Mitry-Mory
- Mondreville
- Montmachoux
- Nanteau-sur-Essonne
- Obsonville
- Ormesson
- Othis
- Poligny
- Rampillon
- Recloses
- Remauville
- Réau
- Rumont
- Saint-Fargeau-Ponthierry
- Saint-Mammès : église Saint-Mammès
- Saint-Martin-en-Bière
- Saint-Sauveur-sur-École
- Savins : église Saint-Denis-et-Saint-Lié
- Soignolles-en-Brie
- Trilbardou
- Vendrest
- Villeneuve-les-Bordes
- Villenoy
- Villiers-sous-Grez
- Vinantes
- Voulton

##### Yvelines (78)
- Allainville
- Bazainville : église Saint-Nicolas
- Bazemont : église Saint-Illiers
- Boinville-le-Gaillard : église de l'Assomption
- Chavenay
- Goussonville
- Grosrouvre
- Guitrancourt
- Jumeauville
- Mézières-sur-Seine
- Montigny-le-Bretonneux
- Noisy-le-Roi
- Saint-Hilarion
- Sonchamp : chapelle du Saint-Sacrement (Greffiers)
- Vaux-sur-Seine
- Verneuil-sur-Seine
- Villennes-sur-Seine

##### Essonne (91)
- Abbéville-la-Rivière : église Saint-Julien
- Authon-la-Plaine
- Auvers-Saint-Georges : église Saint-Georges
- Avrainville
- Blandy
- Boigneville
- Boissy-sous-Saint-Yon
- Bouray-sur-Juine
- Boutervilliers
- Boutigny-sur-Essonne
- Breux-Jouy
- Brières-les-Scellés
- Buno-Bonnevaux
- Bures-sur-Yvette
- Chalo-Saint-Mars
- Chalou-Moulineux
- Chamarande : église Saint-Quentin
- Champlan
- Champmotteux
- Cheptainville
- Courances
- Dannemois : église Saint-Mammès
- Égly
- Fontenay-le-Vicomte
- Forges-les-Bains
- Gironville-sur-Essonne
- Guillerval
- Igny : église-Saint-Pierre
- Itteville,
- Janvry : église Notre-Dame-du-Mont-Carmel
- Juvisy-sur-Orge : chapelle Saint-Dominique
- La Forêt-le-Roi
- La Norville : église Saint-Denis
- Lardy
- Les Granges-le-Roi
- Maisse
- Marolles-en-Hurepoix
- Mauchamps
- Mespuits
- Mérobert
- Mondeville
- Montgeron : église Notre-Dame
- Morangis
- Nozay
- Oncy-sur-École
- Orsay
- Prunay-sur-Essonne
- Saclas
- Saint-Aubin
- Saint-Cyr-la-Rivière
- Saint-Germain-lès-Arpajon
- Saint-Maurice-Montcouronne
- Saint-Sulpice-de-Favières
- Sermaise
- Soisy-sur-École
- Souzy-la-Briche
- Torfou
- Valpuiseaux
- Vauhallan
- Vayres-sur-Essonne
- Villeconin
- Wissous

##### Hauts-de-Seine (92)
- Bagneux : chapelle Saint-René
- Châtillon : église Notre-Dame-du-Calvaire
- Marnes-la-Coquette
- Villeneuve-la-Garenne

##### Seine-Saint-Denis (93)
- Drancy : église Saint-Jean-l’Evangéliste et église Saint-Louis-du-Progrès
- Gagny
- Le Pré-Saint-Gervais

##### Val-de-Marne (94)
- Cachan
- Ivry-sur-Seine : église Saint-Jean-Baptiste-du-Plateau
- Réau : église Saint-Julien
- Sucy-en-Brie

##### Val-d'Oise (95)
- Ableiges
- Ambleville : église de l'Immaculée-Conception
- Arthies
- Auvers-sur-Oise : église Notre-Dame-de-l'Assomption
- Banthelu
- Bellefontaine : église Saint-Nicolas
- Berville : église Saint-Denis
- Bouffémont
- Bréançon : église Saint-Crépin-Saint-Crépinien
- Buhy : église Saint-Saturnin
- Cléry-en-Vexin : église Saint-Germain-de-Paris
- Cormeilles-en-Vexin : église Saint-Martin
- Fosses : église Saint-Étienne
- Franconville : église Sainte-Madeleine
- Gouzangrez : église Notre-Dame-de-l'Assomption
- Grisy-les-Plâtres : église Saint-Caprais
- Haravilliers : église Notre-Dame-de-l'Assomption
- Hérouville : église Saint-Clair
- Jagny-sous-Bois : église Saint-Léger
- Le Bellay-en-Vexin : église Sainte-Marie-Madeleine
- Luzarches : église Saint-Côme-Saint-Damien
- Marly-la-Ville : église Saint-Étienne
- Nucourt : église Saint-Quentin
- Piscop
- Puiseux-Pontoise
- Saint-Ouen-l'Aumône
- Seraincourt
- Vauréal
- Villaines-sous-Bois
- Wy-dit-Joli-Village

#### Normandie

##### Calvados (14)
- Acqueville : église Saint-Aubin
- Amayé-sur-Seulles : église Saint-Vigor
- Angoville : église Sainte-Anne
- Arganchy : église Sainte-Radegonde
- Aure sur Mer 
  - Russy : église Saint-Éloi
  - Sainte-Honorine-des-Pertes : église Sainte-Honorine
- Aurseulles :
  - Anctoville : église Saint-Pierre (Feuguerolles-sur-Seulles), église Saint-Pierre (Orbois)
  - Longraye : église Saint-Pierre, église Saint-Aubin (Sermentot)
  - Torteval-Quesnay : église Notre-Dame (Quesnay-Gesnon), église de la Sainte-Vierge (Torteval)
- Authie : église Saint-Vigor
- Barbeville : église Saint-Martin
- Barou-en-Auge : église Saint-Martin
- Bellengreville : église Notre-Dame
- Bénouville : église Notre-Dame
- Bernesq
- Biéville-Beuville : église Notre-Dame
- Blay : église Saint-Pierre
- Bonnœil : église Notre-Dame
- Bons-Tassilly : église Saint-Quentin
- Boulon : église Saint-Pierre
- Bretteville-le-Rabet : église Saint-Lô
- Bretteville-sur-Odon, vieux clocher de l'église Notre-Dame dans le cimetière
- Bréville-les-Monts : église Saint-Pierre
- Caen : église Saint-Ouen
- Cagny : église Saint-Germain
- Cahagnolles : église Saint-Pierre
- Campagnolles : église Saint-Martin
- Canchy : église Notre-Dame
- Cardonville : église Saint-Jean
- Carpiquet : église Saint-Martin
- Cartigny-l'Épinay : église Saint-Pierre
- Caumont-sur-Aure :
  - Livry :  église Saint-Martin (Parfouru-l'Éclin)
- Cesny-Bois-Halbout : église de l'Assomption-de-Notre-Dame
- Colombelles : église Saint-Martin
- Combray : église Saint-Martin
- Condé-en-Normandie :
  - Lénault : église Notre-Dame
  - Saint-Pierre-la-Vieille : église Saint-Pierre
- Condé-sur-Ifs : église Saint-Pierre-et-Saint-Martin
- Cormolain : église Saint-André
- Courvaudon : église Saint-Martin
- Crépon : église Saint-Médard-et-Saint-Gildard
- Creully sur Seulles :
  - Saint-Gabriel-Brécy : église Notre-Dame (Brécy)
  - Villiers-le-Sec : église Saint-Laurent
- Cricquebœuf : église Saint-Martin dite « Chapelle aux lierres »
- Cricqueville-en-Bessin : église Notre-Dame
- Crouay : église Saint-Martin
- Cussy : église Saint-Barthélemy
- Deux-Jumeaux
- Dialan sur Chaîne :
  - Le Mesnil-Auzouf : église Saint-Christophe
- Ellon : église Saint-Pierre
- Esquay-Notre-Dame : église Notre-Dame
- Estrées-la-Campagne : église Notre-Dame-Saint-Jean
- Épaney
- Éterville : église Saint-Jean-Baptiste
- Étréham : église Saint-Romain
- Évrecy : église Notre-Dame
- Fontaine-Étoupefour : église Saint-Pierre
- Fontaine-le-Pin : église Saint-Aubin de Bray-en-Cinglais
- Fontenay-le-Marmion : église Saint-Hermès
- Formigny La Bataille :
  - Formigny : église Saint-Martin
- Frénouville
- Fresney-le-Puceux : église Saint-Martin
- Fresney-le-Vieux : église Saint-Jean-Baptiste
- Géfosse-Fontenay : église Saint-Pierre
- Goupillières : église Saint-Eustache
- Goustranville : église Notre-Dame
- Grainville-sur-Odon : église Saint-Pierre
- Graye-sur-Mer : église Saint-Martin
- Hérouville-Saint-Clair : église Saint-Clair
- Heuland
- Hottot-les-Bagues
- Hubert-Folie : église Notre-Dame
- Isigny-sur-Mer :
  - Castilly : église de la Nativité de Notre-Dame
  - Isigny-sur-Mer : église Saint-Georges
  - Neuilly-la-Forêt : église Notre-Dame
  - Vouilly : église Notre-Dame
- Jort : église Saint-Gervais-et-Saint-Protais
- Juaye-Mondaye : ancienne église Saint-Vigor (Juaye)
- La Folie : église Saint-Pierre
- Le Breuil-en-Bessin : église Notre-Dame-de-l'Assomption
- Le Bû-sur-Rouvres : église Saint-Marcouf
- Le Hom :
  - Caumont-sur-Orne : église Saint-Sulpice
  - Thury-Harcourt : église de Saint-Benin
- Le Marais-la-Chapelle : église Saint-Germain
- Les Monts d'Aunay :
  - Bauquay : église Saint-Mathieu
  - Ondefontaine : église Saint-Germain
- Les Moutiers-en-Auge
- Lingèvres : église Saint-Martin
- Longueville : église Saint-Manvieu
- Longraye : église Saint-Pierre
- Louvigny : église Saint-Vigor
- Magny-en-Bessin : église Saint-Malo
- Magny-la-Campagne
- Maisoncelles-Pelvey
- Maizet
- Martainville
- Mézidon Vallée d'Auge :
  - Mézidon-Canon : église Saint-Gildard (Canon)
- Monceaux-en-Bessin
- Mondeville : église Notre-Dame-des-Prés, église Sainte-Marie-Madeleine Postel et ancienne église Saint-Denis
- Mondrainville
- Mosles : église Saint-Eustache
- Moulins en Bessin :
  - Rucqueville : église Saint-Pierre
- Moult-Chicheboville :
  - Chicheboville : église Saint-Martin
- Mouen
- Nonant
- Noron-l'Abbaye
- Noues de Sienne :
  - Champ-du-Boult : église sainte-Anne
  - Fontenermont : église Saint-Martin
  - Le Gast : église Saint-Jean-Baptiste
  - Sept-Frères : église Saint-Martin
- Olendon
- Osmanville : Église Saint-Martin d'Osmanville , Église Saint-Clément de Saint-Clément-sur-le-Vey
- Ouffières
- Ouilly-le-Tesson
- Parfouru-sur-Odon
- Perrières
- Pertheville-Ners
- Placy
- Planquery
- Plumetot
- Pont-d'Ouilly : église Sainte-Thérèse
- Ponts sur Seulles :
  - Tierceville : église Saint-Martin
- Potigny : église Notre-Dame-du-Rosaire
- Préaux-Bocage
- Ranchy
- Rubercy : église Notre-Dame
- Ryes
- Saint-Aubin-des-Bois
- Saint-Côme-de-Fresné
- Saint-Laurent-sur-Mer : église Saint-Laurent
- Saint-Louet-sur-Seulles : église Saint-Louet
- Saint-Manvieu-Norrey
- Saint-Martin-de-Blagny
- Saint-Martin-de-Mieux
- Saint-Omer
- Saint-Pierre-du-Bû
- Saint-Rémy
- Saint-Sylvain
- Sainte-Honorine-de-Ducy : église Sainte-Honorine
- Sainte-Marguerite-d'Elle : chapelle Notre-Dame de la Route
- Sannerville
- Saon : église Saint-Aubin
- Saonnet : église Saint-Germain
- Sassy : église Saint-Gervais-et-Saint-Protais
- Seulline :
  - La Bigne : église Saint-Marcouf
  - Saint-Georges-d'Aunay : église Saint-Georges
- Soignolles
- Soliers
- Soulangy
- Souleuvre en Bocage :
  - La Graverie : église Notre-Dame
  - Malloué : église Notre-Dame
  - Saint-Ouen-des-Besaces : église Saint-Ouen
- Soumont-Saint-Quentin : église Saint-Quentin
- Surrain : église Saint-Martin
- Terres de Druance :
  - Saint-Vigor-des-Mézerets : église Saint-Vigor
- Tessel
- Tessy-Bocage :
  - Pont-Farcy : église Saint-Aubin (à Pleines-Œuvres)
- Thue et Mue :
  - Brouay : église Notre-Dame-de-l'Assomption
  - Putot-en-Bessin : église Notre-Dame-de-la-Nativité
- Tilly-sur-Seulles : église Saint-Pierre
- Tournebu
- Tracy-Bocage
- Tracy-sur-Mer
- Trois-Monts : église Notre-Dame
- Trungy
- Ussy : église Saint-Martin
- Vacognes-Neuilly
- Val d'Arry :
  - Le Locheur : église Saint-Jacques
  - Tournay-sur-Odon : église Saint-Pierre
- Val de Drôme :
  - Saint-Jean-des-Essartiers : église Saint-Jean
- Valambray :
  - Billy : église Saint-Symphorien
  - Conteville : église des Saints-Innocents
  - Fierville-Bray : église Saint-Pierre
  - Poussy-la-Campagne : église Saint-Vaast
- Valdallière :
  - Le Theil-Bocage : église Saint-Martin
  - Montchamp : église Saint-Martin
  - Viessoix : église Saint-André
- Vaucelles : église Saint-Cyr-et-Sainte-Julitte
- Vaux-sur-Aure
- Vaux-sur-Seulles
- Vendes
- Versainville
- Verson
- Villers-Canivet
- Villerville : église Notre-Dame
- Vire Normandie :
  - Maisoncelles-la-Jourdan : église Saint-Amand
  - Vaudry : église Saint-Martin
  - Vire : église Notre-Dame de Neuville (bourg de Neuville), église Saint-Martin (Saint-Martin-de-Tallevende)

##### Eure (27)
- Fort-Moville : église Saint-Jean-Baptiste
- Vesly : église Saint-Maurice
- Vexin-sur-Epte :
  - Fourges : église Saint-Pierre

##### Manche (50)
Voir également Clocher en bâtière sur Wikimanche
- Agon-Coutainville : église Saint-Évroult
- Anctoville-sur-Boscq : église Saint-Martin
- Annoville
- Audouville-la-Hubert : église Sainte-Honorine
- Aumeville-Lestre : église Saint-Pierre
- Auvers : église Saint-Étienne
- Auxais : église Notre-Dame
- Azeville
- Barneville-Carteret : église Saint-Germain-le-Scot
- Baupte : église Notre-Dame
- Beaucoudray : église Saint-Laurent
- Beauficel
- Beauvoir
- Belval
- Beslon
- Besneville
- Beuvrigny
- Biéville
- Biniville : église Saint-Pierre
- Blosville
- Boisyvon
- Bourgvallées :
  - La Mancellière-sur-Vire : église Saint-Jean-Baptiste
  - Saint-Romphaire : chapelle Saint-Romphaire
  - Saint-Samson-de-Bonfossé : église Saint-Samson
  - Soulles : église Saint-Martin
- Boutteville : église Saint-Hermeland
- Brainville
- Breuville
- Bricquebec-en-Cotentin :
  - Les Perques : église Saint-Paul
- Bricquebosq
- Bricqueville-la-Blouette
- Brillevast : église Saint-Martin
- Brix
- Brouains
- Cambernon
- Camprond
- Canteloup : église Saint-Martin
- Canville-la-Rocque
- Carentan-les-Marais :
  - Angoville-au-Plain : église Saint-Côme-et-Saint-Damien
  - Brévands : église Saint-Martin
  - Brucheville : église Saint-Hilaire
  - Houesville : église Saint-Gilles
  - Saint-Hilaire-Petitville : église Saint-Hilaire
  - Vierville : église Saint-Éloi
- Carolles
- Catteville
- Céaux
- Champrepus
- Chavoy
- Cherbourg-en-Cotentin :
  - Cherbourg-Octeville, basilique Sainte-Trinité (Cherbourg) et église Saint-Martin (Octeville)
  - Tourlaville : église Notre-Dame
- Clitourps
- Condé-sur-Vire :
  - Troisgots : église Saint-Lô
- Coudeville-sur-Mer : église Saint-Georges
- Coulouvray-Boisbenâtre
- Couvains
- Couville
- Crasville : église Sainte-Colombe et église Notre-Dame
- Créances
- Cuves : église Saint-Denis
- Dangy
- Digosville
- Doville : chapelle Notre-Dame
- Dragey-Ronthon : église Saint-Médard et église Saint-Nicolas.
- Écausseville
- Émondeville
- Équilly : église Sainte-Anne
- Étienville
- Fermanville : église Saint-Martin
- Feugères : église Saint-Pierre
- Fierville-les-Mines : église Saint-Pierre
- Fleury
- Flottemanville
- Folligny : église Notre-Dame, église Notre-Dame-de-l'Annonciation (Le Mesnil-Drey)
- Fontenay-sur-Mer
- Fresville
- Gatteville-le-Phare
- Gavray-sur-Sienne :
  - Gavray : église Saint-Étienne (Le Mesnil-Hue)
  - Le Mesnil-Rogues
- Genêts
- Gonfreville
- Gonneville-le-Theil :
  - Gonneville : église Saint-Martin
  - Le Theil : église Sainte-Marguerite
- Gorges
- Gouvets
- Gouville-sur-Mer : église Saint-Malo, église Notre-Dame de Montcarville
  - Anneville-sur-Mer : église Saint-Samson
  - Boisroger : église Saint-Nicolas
  - Servigny : église Saint-Jean-Baptiste
- Grandparigny :
  - Parigny : église Notre-Dame
- Granville : chapelle Notre-Dame-des-Victoires (Îles Chausey) et le temple
- Gratot : église Notre-Dame et église du Homméel.
- Grimesnil
- Hardinvast : église Saint-Barthélemy
- Hauteville-la-Guichard : église Notre-Dame-de-l'Assomption
- Hautteville-Bocage
- Heugueville-sur-Sienne : église Saint-Pierre
- Héauville
- Hémevez
- Hiesville
- Hocquigny
- Huberville
- Hudimesnil : église Notre-Dame
- Isigny-le-Buat : église Saint-Martin de Chalandrey, église Saint-Martin des Biards , église Notre-Dame de Vezins
- Joganville
- Juilley
- Jullouville : église Notre-Dame-de-la-Baie, église Saint-Jean-Baptiste (Bouillon), église Saint-Michel (Saint-Michel-des-Loups), église Notre-Dame-des-Dunes
- Juvigny les Vallées :
  - Chérencé-le-Roussel : Notre-Dame-de-l'Assomption
  - Juvigny-le-Tertre
  - Le Mesnil-Rainfray
- La Bloutière
- La Bonneville
- La Chaise-Baudouin
- La Chapelle-Cécelin
- La Colombe
- La Godefroy
- La Hague :
  - Acqueville
  - Biville
  - Éculleville : église Saint-Martin
  - Gréville-Hague : église Sainte-Colombe
  - Jobourg : église Notre-Dame de Jobourg
  - Omonville-la-Rogue
  - Tonneville
  - Vasteville
- La Haye :
  - Baudreville
  - Bolleville : église Saint-Pierre
  - Glatigny : église Saint-Pierre
  - Mobecq : église Saint-Aubin
  - Montgardon : église Notre-Dame
  - Saint-Rémy-des-Landes : église Saint-Rémy
  - Saint-Symphorien-le-Valois : église Saint-Symphorien
  - Surville : église Notre-Dame de Surville
- La Haye-d'Ectot : église Notre-Dame
- La Lande-d'Airou
- La Lucerne-d'Outremer : chapelle et église de La Lucerne
- La Meauffe
- La Mouche
- La Pernelle
- La Vendelée
- Le Grippon :
  - Champcervon : église Saint-Martin
  - Les Chambres : église Sainte-Trinité
- Le Ham : église Saint-Pierre
- Le Loreur : église Notre-Dame
- Le Lorey
- Le Luot
- Le Mesnil : église Saint-Martin
- Le Mesnil-au-Val
- Le Mesnil-Eury : église Saint-Pierre
- Le Mesnil-Villeman
- Le Mont-Saint-Michel : église Saint-Pierre
- Le Neufbourg : église Saint-Hilaire
- Le Parc :
  - Braffais : église Saint-Martin
  - Plomb : église Saint-Martin
- Le Perron : église Notre-Dame
- Le Plessis-Lastelle : église Saint-Sébastien de Lastelle
- Le Tanu
- Le Val-Saint-Père
- Le Vicel : église Notre-Dame
- Les Loges-Marchis : église Saint-Pierre-et-Saint-Paul
- Les Loges-sur-Brécey
- Les Moitiers-d'Allonne
- Lestre
- Lieusaint
- Lingreville : église Saint-Martin
- Lolif
- Longueville
- Magneville
- Marcey-les-Grèves
- Marchésieux : église Saint-Manvieu
- Marigny-le-Lozon :
  - Lozon : église Saint-Louet
- Martinvast : église Notre-Dame
- Maupertus-sur-Mer
- Méautis
- Millières
- Montabot
- Montaigu-la-Brisette : église Saint-Martin
- Montaigu-les-Bois
- Montcuit
- Montfarville
- Monthuchon
- Montjoie-Saint-Martin : église Saint-Martin et Cimetière militaire américain de Saint-James
- Montrabot
- Montreuil-sur-Lozon
- Montsenelle :
  - Coigny : église Saint-Pierre
  - Lithaire
  - Prétot-Sainte-Suzanne : église Saint-Pierre de Prétot et église Sainte-Suzanne
  - Saint-Jores : église Saint-Georges (avec deux clochers en bâtière)
- Moon-sur-Elle
- Mortain-Bocage :
  - Mortain : collégiale Saint-Évroult
  - Villechien : église Saint-Hilaire
- Morville
- Moyon-Villages :
  - Chevry : église Saint-Pierre
  - Moyon : église Saint-Germain
  - Le Mesnil-Opac
- Muneville-le-Bingard
- Muneville-sur-Mer
- Nay
- Négreville
- Néhou
- Neufmesnil : église Sainte-Anne
- Nicorps
- Octeville-l'Avenel : église Saint-Martin
- Orglandes
- Orval-sur-Sienne :
  - Montchaton : église Saint-Georges
  - Orval : église Sainte-Hélène
- Ouville
- Ozeville
- Percy-en-Normandie :
  - Le Chefresne : église Saint-Pierre
- Perriers-en-Beauficel
- Picauville :
  - Amfreville : église Saint-Martin
  - Cretteville : église Notre-Dame
  - Gourbesville : église Saint-Ermeland
  - Houtteville : église Saint-Jean-Baptiste
  - Les Moitiers-en-Bauptois
  - Vindefontaine : église Saint-Martin
- Pierreville
- Pirou
- Pont-Hébert
  - Le Hommet-d'Arthenay : église Saint-Pierre de Saint-Pierre-d'Arthenay
  - Pont-Hébert : église Saint-Aubin, chapelle Saint-Pierre
- Pontorson : église de Moidrey
- Port-Bail-sur-Mer : 
  - Denneville : église Saint-Rémi et église Notre-Dame d'Omonville-la-Folliot (Denneville)
  - Portbail : église Saint-Martin
  - Saint-Lô-d'Ourville : église Saint-Lô
- Quettehou :
  - Morsalines : église Notre-Dame
- Quettreville-sur-Sienne :
  - Contrières : église Sainte-Marguerite
  - Hyenville : église Saint-Patrice
  - Trelly : église Saint-Germain
- Quinéville : église Notre-Dame (deux clochers dont un en bâtière)
- Raids
- Rampan
- Regnéville-sur-Mer
- Remilly-les-Marais :
  - Le Mesnil-Vigot
  - Remilly-sur-Lozon
- Réville
- Romagny-Fontenay :
  - Romagny : église Notre-Daeme
- Saint-Aubin-des-Préaux
- Saint-Brice-de-Landelles
- Saint-Clair-sur-l'Elle
- Saint-Cyr
- Saint-Denis-le-Vêtu
- Saint-Floxel
- Saint-Fromond
- Saint-Georges-de-la-Rivière
- Saint-Georges-de-Livoye
- Saint-Georges-d'Elle
- Saint-Georges-Montcocq
- Saint-Germain-de-Tournebut
- Saint-Germain-de-Varreville
- Saint-Germain-d'Elle
- Saint-Germain-le-Gaillard
- Saint-Germain-sur-Ay : église Saint-Germain
- Saint-Germain-sur-Sèves
- Saint-Hilaire-du-Harcouët :
  - Saint-Hilaire-du-Harcouët, ancienne église
  - Saint-Martin-de-Landelles : église Saint-Martin
  - Virey : église Saint-Gervais
- Saint-Jacques-de-Néhou : église Saint-Marcouf
- Saint-James :
  - Argouges : église Saint-Pierre
- Saint-Jean-de-la-Haize
- Saint-Jean-des-Champs : église Saint-Ursin et église Saint-Léger
- Saint-Laurent-de-Cuves
- Saint-Malo-de-la-Lande
- Saint-Marcouf
- Saint-Martin-d'Aubigny
- Saint-Martin-le-Gréard
- Saint-Maur-des-Bois
- Saint-Michel-de-Montjoie : église Saint-Michel
- Saint-Nicolas-de-Pierrepont
- Saint-Nicolas-des-Bois
- Saint-Ovin
- Saint-Pierre-Langers
- Saint-Planchers
- Saint-Sauveur-de-Pierrepont
- Saint-Sauveur-la-Pommeraye
- Saint-Sauveur-le-Vicomte : église abbatiale de la congrégation Sœurs de Sainte-Marie-Madeleine Postel, et église Saint-Jean-Baptiste
- Saint-Sauveur-Villages
  - Ancteville : église Saint-Pierre
  - Le Mesnilbus : église Notre-Dame-de-l'Assomption
  - La Ronde-Haye : église Notre-Dame
  - Saint-Aubin-du-Perron : église Saint-Aubin
  - Saint-Michel-de-la-Pierre : église Saint-Michel
  - Saint-Sauveur-Lendelin : église Saint-Laurent
  - Vaudrimesnil : église Saint-Manvieu
- Saint-Sébastien-de-Raids
- Saint-Senier-de-Beuvron
- Saint-Vigor-des-Monts
- Sainte-Colombe
- Sainte-Mère-Église : église Notre-Dame 
  - Chef-du-Pont : église Sainte-Colombe
  - Écoquenéauville : église Saint-Laurent
  - Foucarville : église Saint-Lô
  - Ravenoville : église Saint-Gilles
- Sartilly-Baie-Bocage :
  - Angey : église Saint-Samson
  - Champcey : église Notre-Dame
  - Montviron : église Notre-Dame
  - La Rochelle-Normande : église Notre-Dame
- Saussemesnil : église Saint-Grégoire de Saussemesnil, église Notre-Dame-des-Anges de Ruffosses
- Saussey
- Savigny
- Sideville : église Saint-Ouen
- Sortosville
- Sottevast
- Sotteville
- Subligny
- Surtainville : église Saint-Pierre
- Terre-et-Marais :
  - Sainteny : église Saint-Pierre
- Thèreval
  - La Chapelle-Enjuger : église Saint-Pierre
- Teurthéville-Hague
- Théville : église Notre-Dame
- Tirepied-sur-Sée :
  - La Gohannière : église Saint-Martin
  - Tirepied : église Notre-Dame
- Tollevast : église Saint-Martin
- Torigny-les-Villes :
  - Guilberville : église Saint-Mathurin
- Tourville-sur-Sienne : église Notre-Dame
- Tréauville
- Tribehou
- Turqueville : église Notre-Dame
- Vains : prieuré Saint-Léonard
- Valcanville : église Notre-Dame-de-l'Assomption
- Varouville : église Saint-Martin
- Vaudreville
- Ver
- Vernix
- Vesly : église Saint-Pierre et église Saint-Pair de Gerville-la-Forêt
- Videcosville
- Villebaudon
- Villedieu-les-Poêles-Rouffigny :
  - Rouffigny : église Notre-Dame
  - Villedieu-les-Poêles : église Sainte-Trinité de Saultchevreuil-du-Tronchet
- Villiers-Fossard
- Virandeville : église Saint-Amand
- Yquelon : église Saint-Pair
- Yvetot-Bocage : église Saint-Georges

##### Orne (61)
- Appenai-sous-Bellême
- Bazoches-au-Houlme
- Belforêt-en-Perche :
  - Le Gué-de-la-Chaîne
- Bellou-le-Trichard
- Boëcé
- Champsecret
- Crouttes
- Dompierre
- Fay
- Habloville
- La Ferté-Macé :
  - Antoigny : église Saint-Martin
- Magny-le-Désert
- Le Merlerault
- Les Monts-d'Andaine :
  - La Sauvagère : église Saint-Pierre-et-Saint-Paul
- Mortagne-au-Perche
- Pacé
- Perrou
- Saint-Céneri-le-Gérei
- Saint-Clair-de-Halouze : église Saint-Clair
- Saint-Denis-sur-Sarthon
- Sainte-Céronne-lès-Mortagne
- Saint-Mard-de-Réno
- Tournai-sur-Dive
- Val-au-Perche :
  - Gémages : église Saint-Martin
- Vidai

##### Seine-Maritime (76)
- Ponts-et-Marais
- Saint-Pierre-le-Viger
- Saint-Vigor-d'Ymonville
- Sauqueville

#### Nouvelle-Aquitaine

##### Charente (16)
Pas de clocher en bâtière recensé au 12 décembre 2017

##### Charente-Maritime (17)
- Essouvert : église Saint-Denis
- Saint-Pierre-de-Juillers
- Soubise
- Soulignonne

##### Corrèze (19)
- Beynat
- Juillac
- Louignac

##### Creuse (23)
Pas de clocher en bâtière recensé au 12 décembre 2017

##### Dordogne (24)
- Besse
- Mareuil en Périgord :
  - Monsec
- Saint-Hilaire-d'Estissac
- Vézac

##### Gironde (33)
- Saint-Pey-de-Castets : église Saint-Pierre

##### Landes (40)
- Bélus
- Caupenne : église Saint-Martin
- Hastingues
- Hauriet
- Orthevielle
- Payros-Cazautets
- Pey
- Port-de-Lanne : église Sainte-Madeleine
- Saint-Étienne-d'Orthe
- Saint-Loubouer

##### Lot-et-Garonne (47)
- Penne-d'Agenais
- Romestaing : église Saint-Christophe

##### Pyrénées-Atlantiques (64)
- Saint-Armou
- Sainte-Engrâce

##### Deux-Sèvres (79)
Pas de clocher en bâtière recensé au 12 décembre 2017

##### Vienne (86)
- Champigny en Rochereau :
  - Le Rochereau
- Jaunay-Marigny :
  - Marigny-Brizay : église Saint-Léger-la-Palu
- La Roche-Posay
- La Roche-Rigault
- Maulay : église Saint-Martin
- Saint-Jean-de-Sauves : église Saint-Pierre (Frontenay sur Dive)
- Vézières

##### Haute-Vienne (87)
- Saint-Sulpice-Laurière

#### Occitanie

##### Ariège (09)
- Unac

##### Aude (11)
- Antugnac
- Ladern-sur-Lauquet
- Narbonne : église Notre-Dame-de-Lamourguier

##### Aveyron (12)
- Nant

##### Gard (30)
- Laudun-l'Ardoise
- Saint-André-de-Valborgne

##### Haute-Garonne (31)
Pas de clocher en bâtière recensé au 12 décembre 2017

##### Gers (32)
- Magnas
- Margouët-Meymes

##### Hérault (34)
- Cabrières
- Colombiers
- Dio-et-Valquières
- Les Plans : Chapelle Saint-Sauveur
- Magalas
- Saint-Guilhem-le-Désert
- Soumont

##### Lot (46)
- Biars-sur-Cère

##### Lozère (48)
- Saint-Pierre-des-Tripiers

##### Hautes-Pyrénées (65)
- Cazaux-Fréchet-Anéran-Camors : église Notre-Dame d'Anéran
- Gaudent
- Loudervielle
- Luz-Saint-Sauveur
- Mazouau
- Péré

##### Pyrénées-Orientales (66)
- Boule-d'Amont : ancien prieuré de Serrabone, édifice désacralisé
- Vernet-les-Bains

##### Tarn (81)
- La Sauzière-Saint-Jean
- Rabastens : église des Pénitents Blancs

##### Tarn-et-Garonne (82)
- Montauban : église de la Nativité de Notre Dame

#### Pays de la Loire

##### Loire-Atlantique  (44)
- Nantes : chapelle du collège Notre-Dame-de-Toutes-Aides

##### Mayenne (53)
- Aron : église Saint-Martin
- Bannes
- Cossé-en-Champagne
- Deux-Évailles
- Gesvres : église Saint-Pierre
- Javron-les-Chapelles
- La Cropte
- La Roë
- Lassay-les-Châteaux
  - La Baroche-Gondouin
- Lesbois
- Lignières-Orgères : église Notre-Dame d'Orgères-la-Roche
- Montreuil-Poulay : église de Poulay
- Saint-Denis-du-Maine : église Saint-Denis
- Saint-Pierre-la-Cour
- Saint-Pierre-sur-Erve : église Saint-Pierre
- Thorigné-en-Charnie
- Val-du-Maine :
  - Épineux-le-Seguin

##### Sarthe (72)
- Aigné : église de l'Assomption
- Aillières-Beauvoir : église Saint-Denis
- Ancinnes
- Asnières-sur-Vègre : église Saint-Hilaire
- Assé-le-Boisne
- Assé-le-Riboul
- Avessé
- Bérus
- Béthon
- Brûlon
- Champfleur : église Saint-Martin
- Chérancé
- Chérisay
- Coulombiers
- Dangeul
- Dissé-sous-Ballon
- Dollon : église Saint-Médard (avec flèche au-dessus de la bâtière)
- Épineu-le-Chevreuil
- Étival-lès-le-Mans
- Fontenay-sur-Vègre
- Gesnes-le-Gandelin
- Juigné-sur-Sarthe
- Loir en Vallée :
  - Poncé-sur-le-Loir
- Mareil-en-Champagne
- Marollette
- Moitron-sur-Sarthe
- Monhoudou
- Panon
- Parcé-sur-Sarthe
- Piacé
- Pruillé-le-Chétif
- Rouessé-Fontaine
- Saint-Christophe-en-Champagne
- Saint-Longis
- Saint-Maixent
- Saint-Ouen-en-Champagne
- Saint-Paterne - Le Chevain :
  - Saint-Paterne
- Saint-Rémy-du-Val
- Saint-Vincent-des-Prés
- Saosnes : église Saint-Julien (Montrenault) et église Saint-Hilaire
- Sceaux-sur-Huisne
- Ségrie
- Souligné-Flacé
- Teillé
- Terrehault
- Vezot
- Villaines-la-Carelle

##### Vendée (85)
- Breuil-Barret
- La Copechagnière
- Marsais-Sainte-Radégonde

#### Provence-Alpes-Côte d'Azur

##### Alpes-de-Haute-Provence (04)
- Castellane : chapelle Saint-Victor et chapelle Saint-Thyrs-de-Robion
- Mirabeau : église Notre-Dame-des-Grenouilleurs
- Prads-Haute-Bléone : église Saint-Laurent (Chanolles)
- Sainte-Croix-à-Lauze
- Senez : cathédrale Notre-Dame-de-l'Assomption

##### Alpes-Maritimes (06)
- Isola : chapelle Notre-Dame-de-Vie
- Nice : église Notre-Dame-de-France

##### Bouches-du-Rhône (13)
- Ventabren : église Saint-Denis

##### Var (83)
- Bormes-les-Mimosas : église Saint-Trophyme
- Montferrat : église Saint-Roch
- Saint-Antonin-du-Var
- Seillans

##### Vaucluse (84)
- Cucuron : église paroissiale Notre-Dame-de-Beaulieu
- Vaugines : église Saint-Barthélémy

### Îles Anglo-Normandes

#### Jersey
- Saint-Brélade

### Pays-Bas

#### Frise
- Súdwest-Fryslân, église Saint-Laurent dans le village de Kimswerd

#### Groningue
- Loppersum , église de Stedum[3]

#### Overijssel
- Losser , la tour Martinus

### Suède

#### comté de Blekinge
- Sölvesborg , église de Saint Nicolai, clocher en bâtière bien que les pignons soient du type pignon à redents

#### Gotland
- Gothem , église de Gothem

### Suisse

#### Canton d'Argovie
- Ammerswil
- Birmenstorf
- Birr , église réformée
- Egliswil
- Hornussen
- Kirchleerau
- Klingnau
- Lengnau
- Lenzbourg
- Mönthal
- Remigen, le temple
- Schöftland
- Suhr
- Veltheim
- Wegenstetten
- Wölflinswil
- Zeiningen
- Zufikon

#### Canton de Bâle-Campagne
- Blauen : église Saint-Martin
- Bretzwil : chapelle Notre-Dame
- Dittingen
- Gelterkinden
- Maisprach
- Oberwil
- Oltingen
- Pfeffingen
- Roggenburg
- Rümlingen

#### Canton de Berne
- Amsoldingen
- Anet : église réformée de Ins
- Büren an der Aare
- Lenk im Simmental : église réformée
- Oberbipp
- Plateau de Diesse
- Rüti bei Büren
- Unterseen

#### Canton des Grisons
- Falera

#### Canton du Jura
- Alle : église Saint-Jean-Baptiste
- Beurnevésin : église Saint-Jacques
- Clos du Doubs
  - Saint-Ursanne : collégiale (clocher en bâtière surmonté d'un clocheton pointu)[4]
- Courchavon
- Haute-Sorne
  - Glovelier (fusionnée avec Haute-Sorne le 1 janvier 2013
- Soubey : église St Valbert

#### Canton de Saint-Gall
- Eschenbach
- Rapperswil-Jona
- Sargans
- Schmerikon
- Uznach : église catholique Sainte-Croix

#### Canton de Schwytz
- Schübelbach

#### Canton de Soleure
- Balsthal
- Dornach
- Egerkingen : église Saint-Martin
- Grindel
- Gunzgen
- Lostorf
- Oberbuchsiten
- Obergösgen

#### Canton de Thurgovie
- Berg
- Frauenfeld
- Gachnang : église évangélique Saint-Pancrace
- Lommis
- Tobel-Tägerschen
- Wängi

#### Canton de Vaud
- Saint-Saphorin (Lavaux)

#### Canton de Zurich
- Berg am Irchel
- Bonstetten
- Buchs, le temple
- Dielsdorf
- Fehraltorf
- Glattfelden
- Knonau, le temple
- Männedorf
- Maschwanden
- Maur
- Meilen
- Ossingen
- Rorbas
- Schlatt
- Schöfflisdorf
- Stadel bei Niederglatt
- Steinmaur
- Unterstammheim
- Weiningen
- Weisslingen

### Vietnam

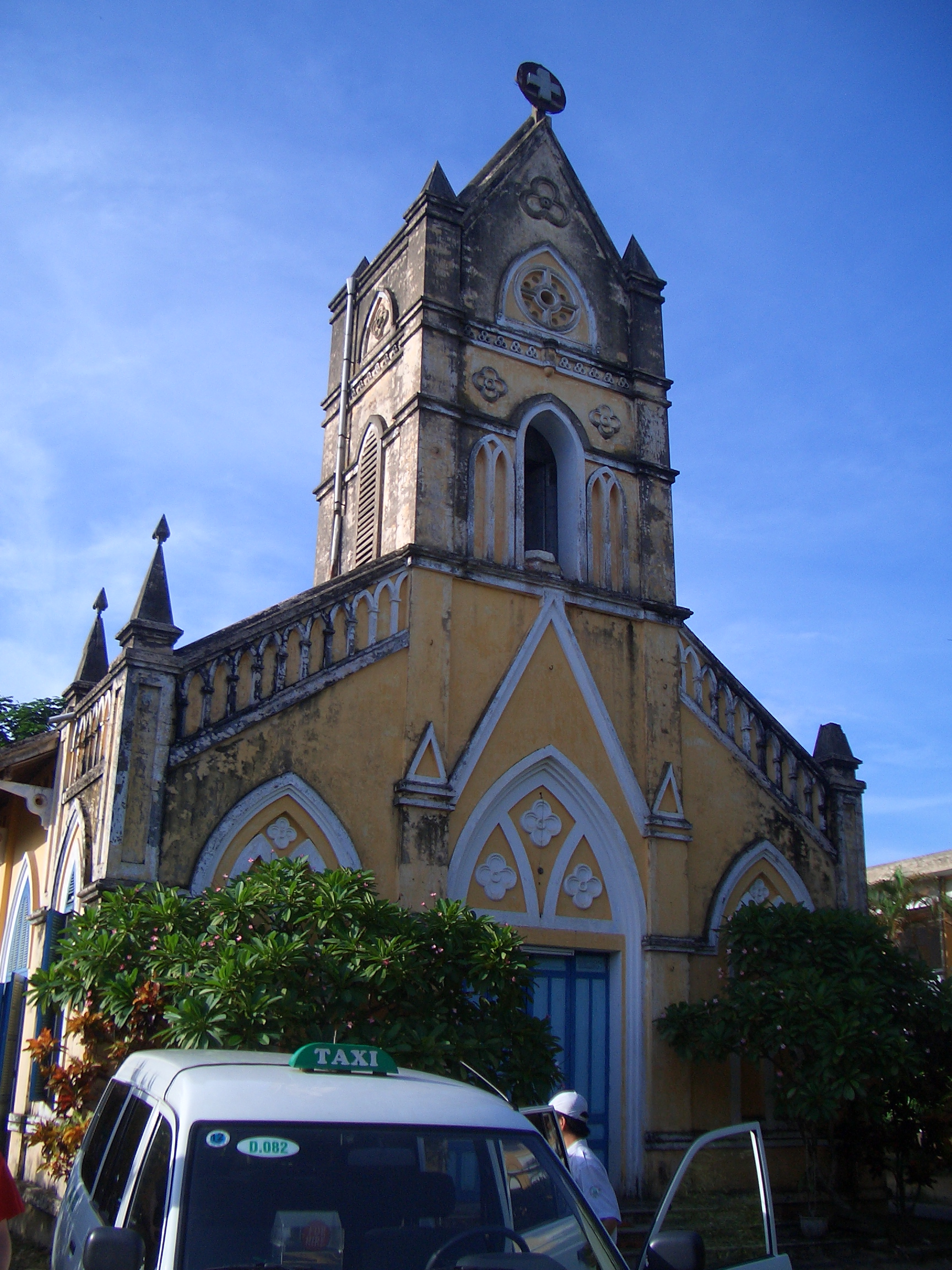
Petite église paroissiale construite à Hué du temps de l'Indochine française

- Hué Petite église paroissiale construite à Hué du temps de l'Indochine française